# Labidus praedator
Labidus praedator (Smith, 1858) è una formica appartenente alla sottofamiglia Dorylinae, diffusa in America centrale e Sud America.

## Distribuzione e habitat
Questa specie ha un ampio areale che si estende dal Messico all'Argentina.

## Biologia
Labidus praedator appartiene alle cosiddette "formiche legionarie" o "formiche nomadi": le colonie di questa specie non realizzano un nido permanente e alternano fasi di migrazione con fasi sedentarie. Durante queste ultime, la colonia costruisce un nido temporaneo, detto "bivacco", in cui la regina depone le uova. Una volta che le uova deposte si sono sviluppate in esemplari adulti, la colonia abbandona il bivacco e rientra in una fase di migrazione, durante la quale forma impressionanti colonne che raggruppano milioni di individui.

Durante le fasi migratorie predano ogni tipo di invertebrati incontrati sul loro cammino, con una preferenza per i bruchi di lepidotteri, ma di fatto adattandosi a qualunque preda risulti abbondante in un dato habitat, compresi coleotteri, blatte e ragni. Integrano inoltre la loro dieta con fiori, frutti e semi.

Il loro passaggio causa spesso un fuggi-fuggi di ogni genere di artropodi, di cui approfittano una serie di organismi opportunisti tra cui diverse specie di uccelli e piccoli primati (Callithrix spp)..